# Insomniac (Enrique Iglesias-album)
Az Insomniac, a spanyol-amerikai énekes Enrique Iglesias nyolcadik, soron következő nagylemeze. Az első kimásolt dal a Do You Know? (The Ping Pong Song), amit májusban debütáltatott hamar a listák élére került. (A dalt egyébként Sean Garrett produceli). A Do You Know? (The Ping Pong Song) májusban az amerikai Billboard's Top Latin Songs listán egy hét alatt 48 helyezést javított, 49-ből lett No.1.

## Dallista
1. "Ring My Bells"
2. "Push"
3. "Do You Know? (The Ping Pong song)"
4. "Somebody's Me"
5. "On Top Of You"
6. "Tired Of Being Sorry"
7. "Miss You"
8. "Wish I Was Your Lover"
9. "Little Girl"
10. "Stay Here Tonight"
11. "Sweet Isabel"
12. "Don't Forget About Me"
13. "Dimelo"
14. "Alguien Soy Yo"
15. "Amigo Vulnerable"
16. "Dimelo (Ralphi Rosario & Craig CJS Remix)"

## Helyezések
| Slágerlista (2007)                  | Csúcshelyzések | Minősítés  | Eladott példányszám |
| ----------------------------------- | -------------- | ---------- | ------------------- |
| Australian Albums Top 50            | 44             |            |                     |
| Austrian Albums Top 75              | 14             |            |                     |
| Belgian (Flanders) Albums Chart     | 38             |            |                     |
| Belgian (Wallonia) Albums Chart     | 47             |            |                     |
| Danish Albums Top 40                | 5              |            |                     |
| Dutch Top 100 Albums Charts         | 6              |            |                     |
| Finnish Albums Top 40               | 16             |            |                     |
| French Albums Top 150               | 36             |            | 40,000              |
| German Albums Top 50                | 14             |            |                     |
| Hungarian Albums Top 40             | 31             |            |                     |
| Irish Albums Top 75                 | 16             | Platina    | 20,000+             |
| Italian Top 100 Albums Chart        | 43             |            |                     |
| Mexican Top 100 Albums Chart        | 4              | Arany      | 50,000              |
| Mexican International Top 20 Albums | 1              | Arany      | 50,000              |
| Polish Zpav/Olis Album Chart        | 13             | Platina    | 20,000+             |
| Russian Album Chart                 | -              | 6x Platina | 120,000             |
| Spanish Top 100 Albums Chart        | 8              |            | 30,000              |
| Swedish Top 60 Albums Charts        | 24             |            |                     |
| Swiss Albums Top 100                | 8              |            |                     |
| UK Top 200 Albums Chart             | 3              | Arany      | 273,000             |
| U.S. Billboard Top 200 Albums       | 17             |            | 230,000             |

## Megjelenés
| Régió                     | Dátum            | Verzió     |
| ------------------------- | ---------------- | ---------- |
| Egyesült Királyság        | 2007. június 11. | eredeti    |
| Amerikai Egyesült Államok | 2007. június 12. | eredeti    |
| Világszerte               | 2008. július 8.  | újrakiadás |